# 歡樂海岸

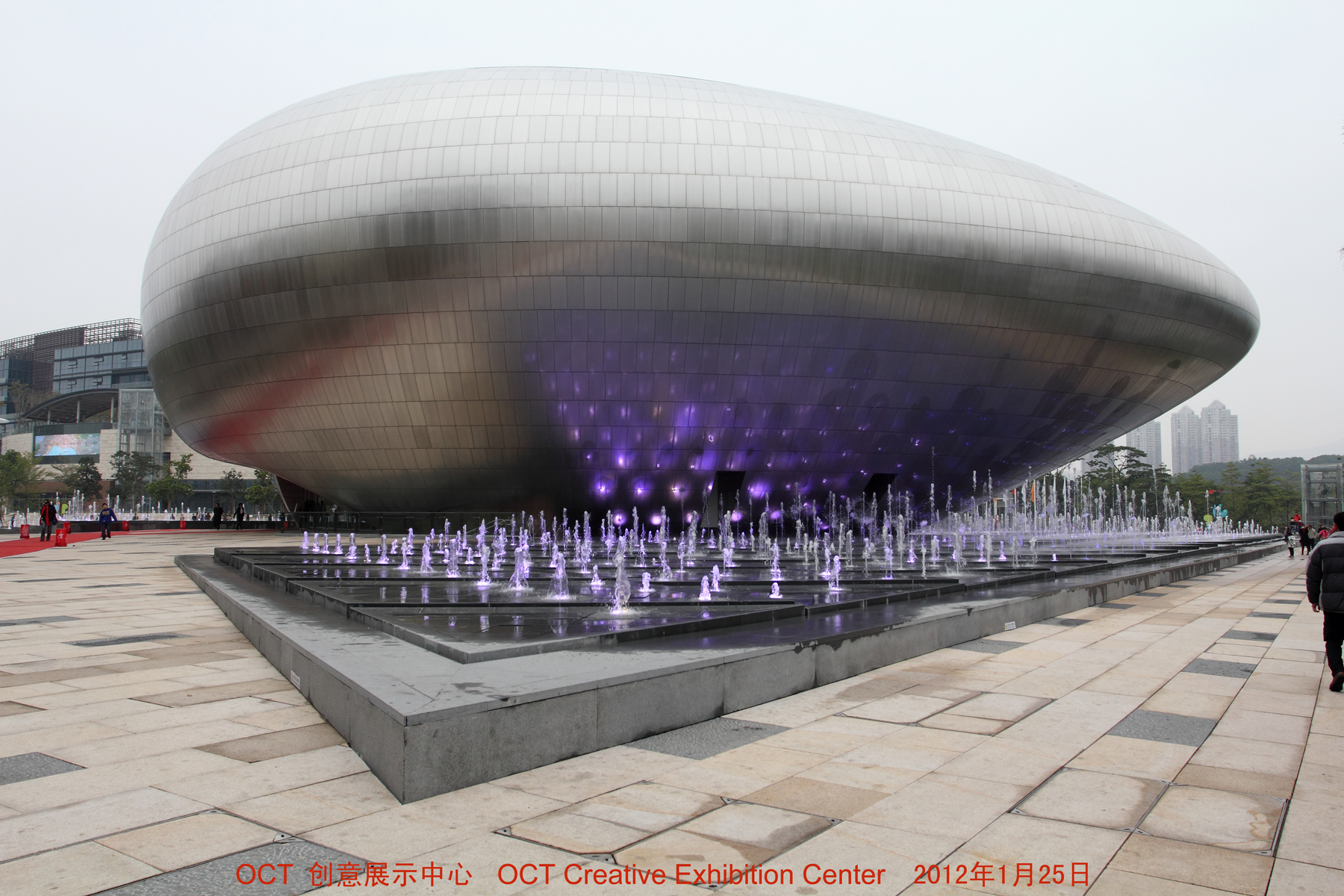
欢乐海岸地标——创意展示中心

欢乐海岸（OCT Harbour），以前称为 OCT Bay，是华侨城集团旗下的大型园林式购物中心，于2011年8月8日一期试业。欢乐海岸地处深圳湾填海区，滨海大道北侧，深圳华侨城南侧。该园区由南北两大部分组成，总占地面积约为125万平方米。西面为深圳湾公园；东面为香港大学深圳医院。

## 历史
2011年8月8日，欢乐海岸一期试营业。欢乐海岸一期部分项目在深圳大运会期间主要配合城市旅游观光、餐饮娱乐等相关接待工作。
2011年9月面向市民开放。
2015年3月19日，首届深圳时装周在欢乐海岸开幕。
2016年3月18日，第二届深圳时装周在欢乐海岸椰林沙滩开幕
2016年10月深圳地铁9号线正式开通，直达欢乐海岸。
2017年3月17日，2017深圳时装周（A/W2017 SHENZHEN FASHION WEEK）在欢乐海岸椰林沙滩开幕。

## 交通
█9号线:深圳湾公园站。
南邊濱海大道及北邊白石路設公交車站。

## 邻近建筑
- 深圳华侨城
- 锦绣中华民俗村
- 香港大学深圳医院

## 圖片

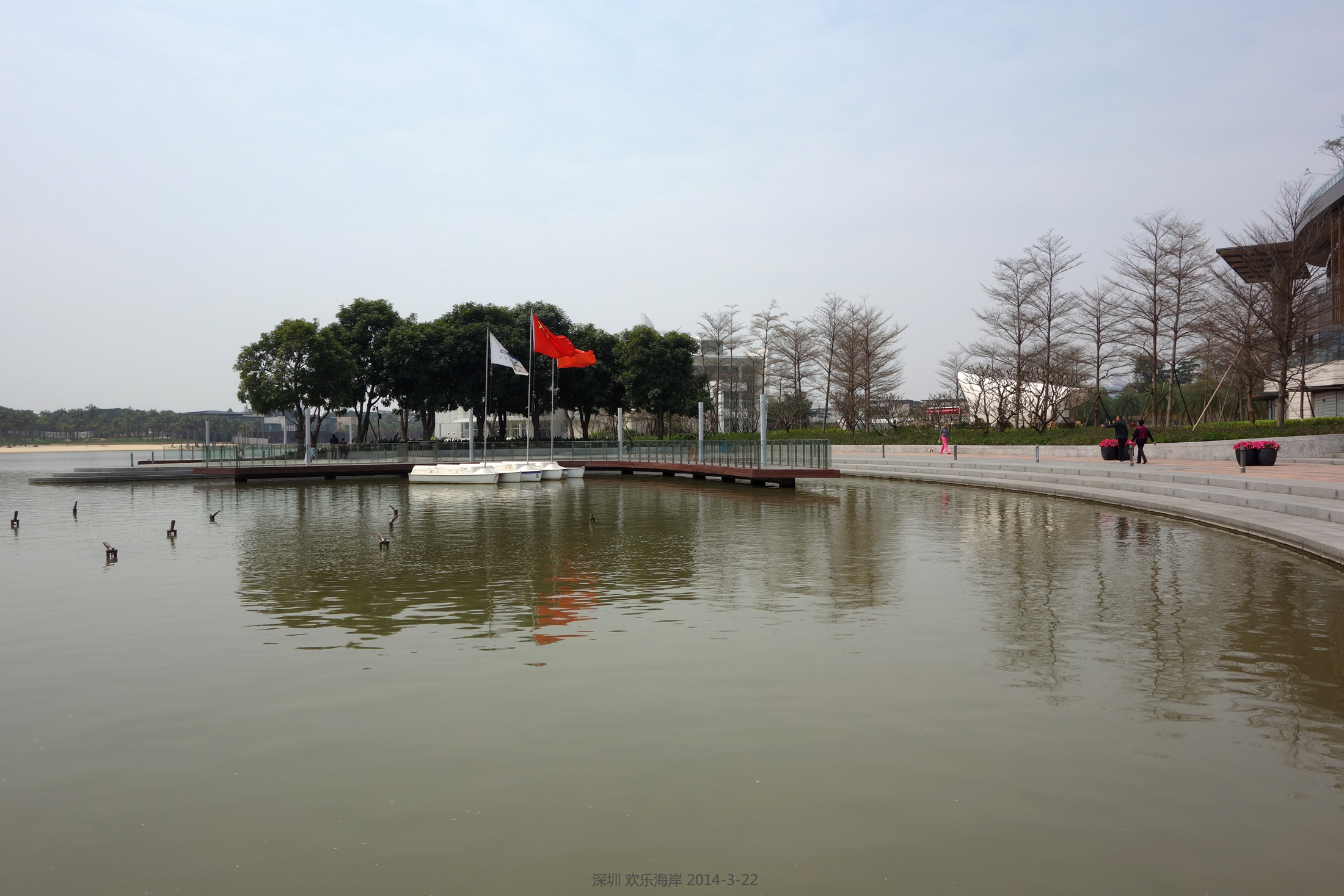
中心湖
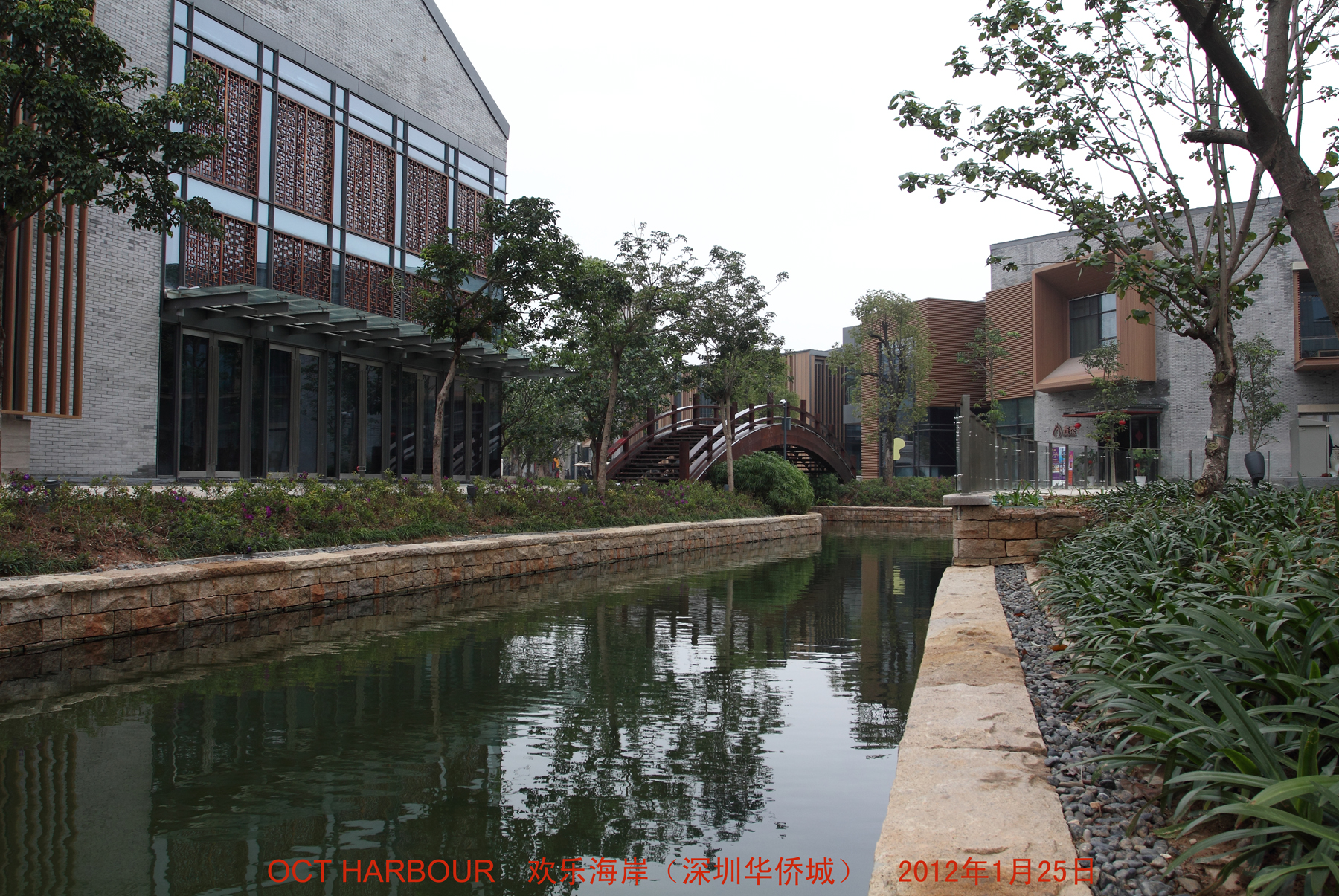
小型運河
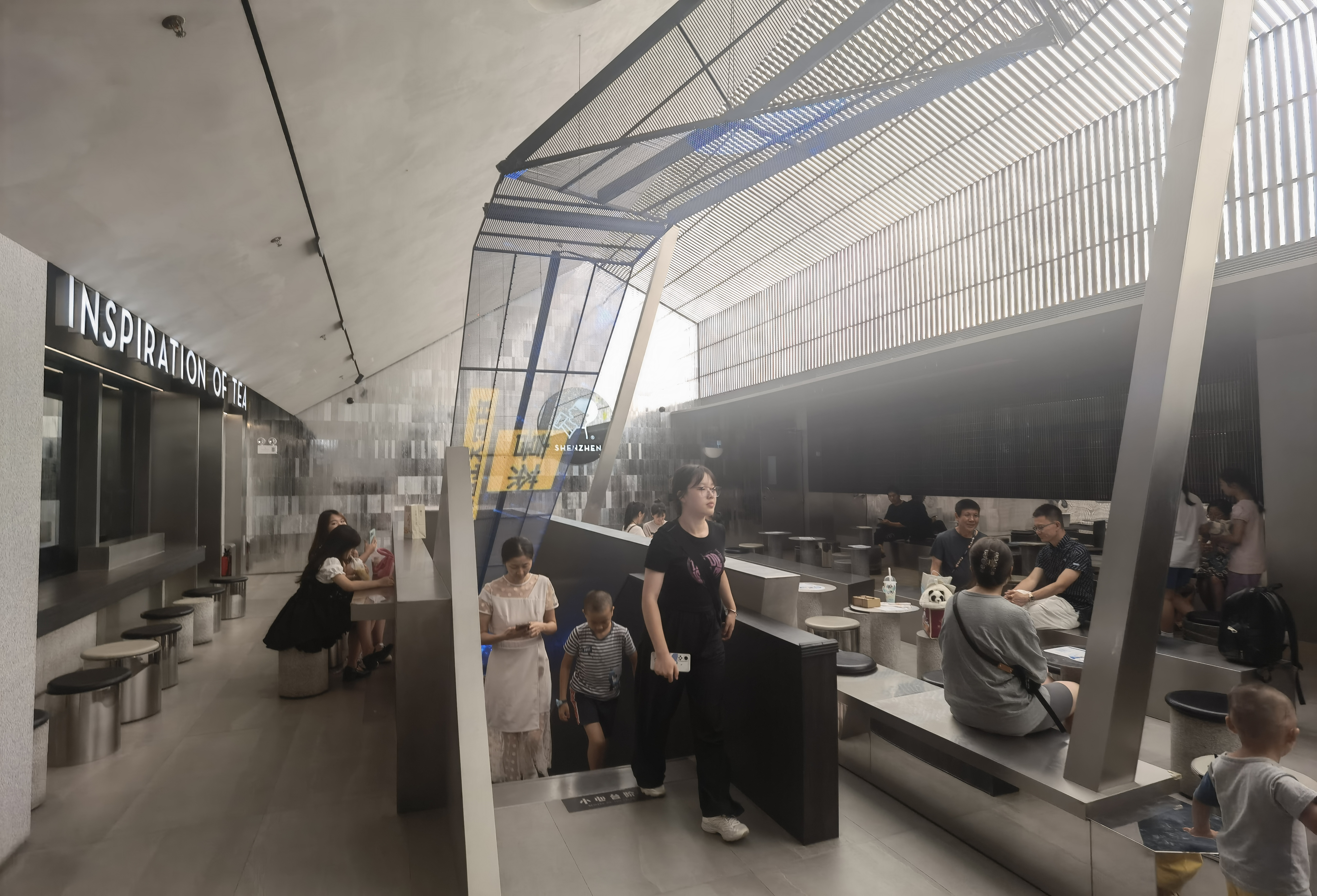
喜茶欢乐海岸店